# Notoniscus tasmanicus
Notoniscus tasmanicus är en kräftdjursart som först beskrevs av Charles Chilton 1915.  Notoniscus tasmanicus ingår i släktet Notoniscus och familjen Styloniscidae. Inga underarter finns listade i Catalogue of Life.